# Johannes Weiss
Ne doit pas être confondu avec Johannes Weiss (combiné nordique).
Johannes Weiss, né le 13 décembre 1863 et mort le 24 août 1914, est un théologien protestant et exégète biblique allemand.

## Biographie
Weiss est né à Kiel ; il est le fils de Bernhard Weiss, spécialiste du Nouveau Testament (1827-1918). Il étudie à l'Université de Marbourg, à l'Université de Berlin, à l'Université de Göttingen et à l'Université de Breslau. Il enseigne ensuite à Göttingen à partir de 1890, à Marbourg à partir de 1895 et à l'Université de Heidelberg à partir de 1908. Il écrit de nombreux ouvrages et articles importants et joue un rôle dans le développement de l'exégèse du Nouveau Testament. Il est hautement considéré par ses contemporains et les études ultérieures continuent à reconnaitre son influence. Il est mort à Heidelberg.

## Idées
Weiss est fameux pour avoir fait la première exégèse des Évangiles dans une perspective eschatologique. Selon lui, le « Royaume de Dieu » était l'interprétation de Jésus d'une fin imminente de l'histoire, et l'ensemble des enseignements éthiques sont des additions faites par l'église primitive pour rendre l'enseignement de Jésus pertinent lorsqu'elle a constaté que la fin de l'histoire ne se produisait pas immédiatement. Ce point de vue a eu une influence majeure sur plusieurs générations d'exégètes bibliques. À titre de corollaire, Weiss croyait que les enseignements authentiques du Jésus historique seraient inapplicables pour ceux qui ne partagent pas sa vision du monde apocalyptique du Ier siècle.
Weiss a aussi développé la Formgeschichte dans ses applications au Nouveau Testament, un thème élargi ensuite par Rudolf Bultmann et de nombreux autres biblistes. Cet outil critique a permis à Weiss de conclure que la Première épître aux Corinthiens est une collection d'extraits de lettres de l'apôtre Paul, et non pas une lettre unique.
Weiss est particulièrement notable pour avoir donné le nom de « Q » à la source hypothétique utilisée par les auteurs de l'Évangile selon Matthieu et de l'Évangile selon Luc. Beaucoup pensent que la lettre Q signifie « Quelle », le mot allemand pour source, mais des études récentes indiquent qu'elle a été choisie au hasard.

## Œuvres majeures
- (de) Die Predigt Jesu vom Reiche Gottes ("L'Annonce du Royaume de Dieu par Jésus"), 1892.
- (de) Paulus und Jesus ("Paul et Jesus"), 1909.
- (de) Jesus von Nazareth, Mythus oder Geschichte? ("Jésus de Nazareth, Mythe ou Histoire ?"), 1910.
- (de) Das Urchristentum (complété par R. Knopf sous le titre "The History of Primitive Christianity"), 1917.